# Rábaőr
Rábaőr (korábban Alsó- és Felső-Strázsa, németül: Oberdrosen) Rábaszentmárton településrésze, egykor önálló község Ausztriában, Burgenland tartományban, a Gyanafalvi járásban.

## Fekvése

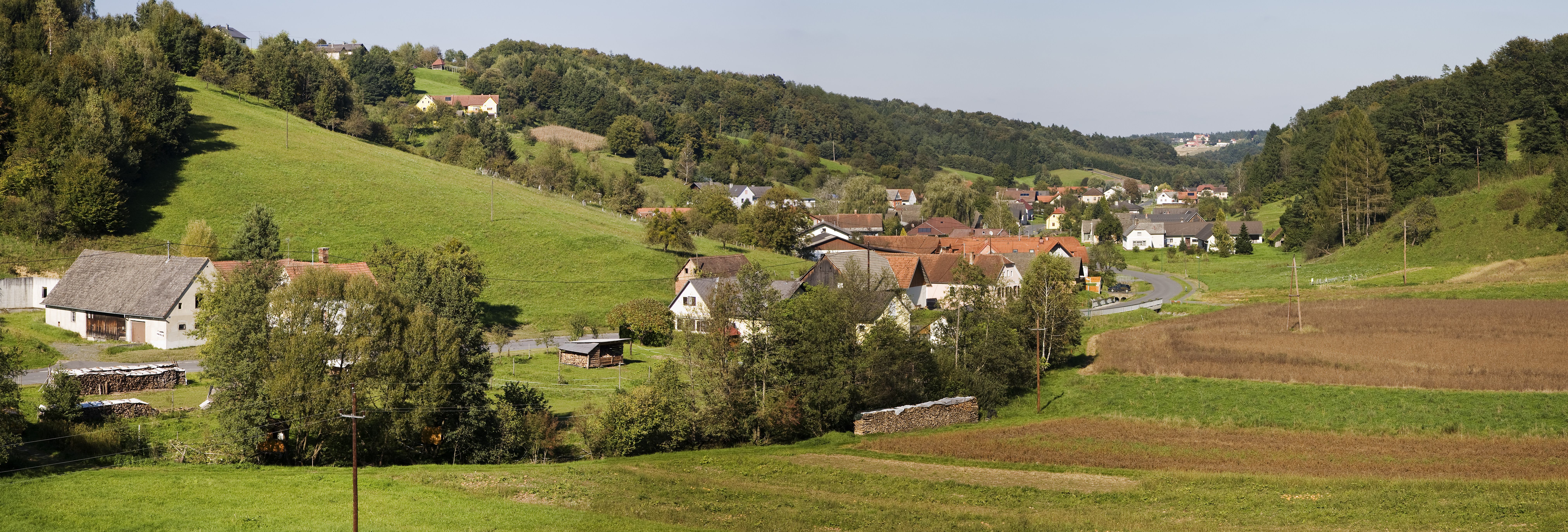
Rábaőri panoráma

Gyanafalvától 7 km-re délre, a magyar határ mellett fekszik.

## Története
A települést 1387-ben "Strason superior et inferior" alakban említik először. Dobra várának uradalmához tartozott.  1387-ben Luxemburgi Zsigmond Dobra várát az uradalommal együtt a Széchy családnak adományozta. A település már ekkor két részből, Alsó- és Felsőstrázsából állt.
1605-ben a Rába völgyével együtt Bocskai hajdúi dúlták fel. 1607-ben a dobrai uradalommal együtt a Batthyány család birtoka lett. 1699-ben egy fél, tíz negyed és 16 nyolcad portával adózott és 9 zsellér is élt a falvakban. 1720-ban 24 házat számláltak a két településen. 1787-ben 60 házában 279 lakos élt. 1830-ban 47 háza volt 330 lakossal. 1857-be 67 házat és 463 lakost számláltak a két településen.
Vályi András szerint "Alsó, Felső Sztrázsa. Két német falu Vas Várm. földes Ura mind a’ kettőnek Gróf Batthyáni Uraság, lakosaik katolikusok, fekszenek Német Sz. Mártonynak szomszédságában, mellynek filiáji; határbéli földgyeik meglehetős termésűek."
Fényes Elek szerint "Alsó és Felső Strázsa, két német falu, Vas vgyében, közel a Rábához, 871 kath. lak. Hegyes, sovány határral, fenyvessel. F. u. Gr. Batthyáni. Ut. p. Radkersburg."
Vas vármegye monográfiája szerint "Felső-Strázsa, 81 házzal és 513 németajkú lakossal. Vallásuk r. kath. és kevés ág. ev. Postája Rába-Szt.-Márton, távírója Gyanafalva. Földesura a Batthyány-család volt."
1910-ben 486, túlnyomórészt német lakosa volt. A trianoni békeszerződésig Vas vármegye Szentgotthárdi járásához tartozott. A békeszerződések Ausztriának ítélték. 1971-ben közigazgatásilag Rábaszentmártonhoz csatolták. 2001-ben 268 lakosa volt.

## Nevezetességei
- Szűz Mária-kápolnája 1903-ban épült.
- Fa haranglába.
- Hősi emlékmű.

## Külső hivatkozások
- Rábaőr a dél-burgenlandi települések portálján
- Rábaszentmárton hivatalos oldala
- A burgenlandi települések történeti lexikona PDF